# NGC 864
NGC 864 é uma galáxia espiral barrada (SBc) localizada na direcção da constelação de Cetus. Possui uma declinação de +06° 00' 07" e uma ascensão recta de 2 horas, 15 minutos e 27,5 segundos.
A galáxia NGC 864 foi descoberta em 25 de Outubro de 1785 por William Herschel.